# Бозец
Бо̀зец (традиционно произнасяно в местния диалект Бозъц,на гръцки: Άθυρα, Атира, до 1926 година Μπόζετς, Бозец) е село в Република Гърция, в дем Пела на област Централна Македония.

## География
Селото е разположено на 20 km южно от Боймица (Аксиуполи) и на 6 km северно от Куфалово (Куфалия), на 30 m надморска височина в Солунското поле, близо до десния бряг на Вардар.

## История

### В Османската империя
В 1848 година руският славист Виктор Григорович описва в „Очерк путешествия по Европейской Турции“ Бозыцъ като българско село. Александър Синве („Les Grecs de l’Empire Ottoman. Etude Statistique et Ethnographique“) в 1878 година пише, че в Мозиц (Mozits), Воденска епархия, живеят 360 гърци.
На австро-унгарската военна карта е отбелязано като Бозеч (Bozeč), на картата на Йоргос Кондоянис е отбелязано като Бозец (Μπόζετς), християнско село.
Селото признава върховенството на Българската екзархия. През май 1880 година са арестувани мухтарите на няколко енидженски села и от тях е изискано поръчителство, че са благонадеждни, което би могъл да даде само гръцкия митрополит. Така митрополит Йеротей Воденски успява да откаже от Екзархията селата Крива, Баровица, Църна река, Тушилово, Петрово, Бозец, Постол, Геракарци и Кониково.
Според статистиката на Васил Кънчов („Македония. Етнография и статистика“) в 1900 година Бозецъ има 1655 жители българи. Според Христо Силянов след Илинденското въстание в 1904 година цялото село минава под върховенството на Екзархията. По данни на секретаря на Екзархията Димитър Мишев („La Macédoine et sa Population Chrétienne“) в 1905 година в Бозец (Bozetz) има 816 българи екзархисти. По-късно, под натиск от страна на гръцката пропаганда, част от населението приема католицизма.
В селото има българска църква „Свети Спас“ („Възнесение Господне“), изгорена от турците през 1904 година и възстановена през 1914 година. Работи българско училище, а след Младотурската революция от 1908 година се отварят гръцко училище и църква.
В село Бозец още преди Илинденско-Преображенското въстание има 10 души селска чета на ВМОРО, начело със Стоян Хаджиев. Често стават сражения между дейци на ВМОРО и андартски чети след 1904 година. На 12 август 1906 година андартите са отблъснати след двучасово сражение, а при нападения на 16 септември 1906 година и 13 февруари 1907 година андартите убиват няколко деца и дейци на ВМОРО. Акциите са командвани от Йоанис Деместихас (Капитан Никифорос) и „барба Тасо“ (вероятно Атанас Димов). На 13 февруари 1907 година 70-членна андартска чета, придружена от гъркомани от Бозец, Петрово и Постол напада къщата на 70-годишния Константин Делитанасов и убива сина му Никола и 7-годишното му внуче Спасе и ранява другия му син Атанас, снаха му Неда и тригодишната ѝ дъщеря Велика. Гръцката чета била придружена от бозецките гъркомани Божин Попдимитров и Дионис Христов и петровските Христо Калин, Мицо Карастоян и Божин Кукул, както и от калугера в Бозец, който е прикрит гръцки офицер.
Гръцкият комитет в Бозец е начело с поп Димитър Икономов (папа Димитрис Икономос) и учителката Евталия и е подчинен на комитета в Енидже Вардар. Загиналите гъркомани от Бозец са Тодор Попдимитров Икономов (Теодорос Иконому Пападимитриу), Ангел Янчев (Ангелос Янцис), Лазар Димчев (Лазар Димцас), Тодор Самаров (Теодорос Самарас), Яно Димчев (Янос Димчев) и Яни Карзаков (Янис Карзакис).
Според данни на кукушкия околийски училищен инспектор Никола Хърлев през 1909 година в Бозец има назначен от Екзархията български учител, но властите не допускат отварянето на българско училище поради статуквото.
В 1910 година Халкиопулос пише, че в селото (Μπόζιτς) има 790 екзархисти и 120 патриаршисти.
При избухването на войната двама души от селото са доброволци в Македоно-одринското опълчение.

### В Гърция
През Балканската война на 22 октомври 1912 година, два дни след Ениджевардарската битка, в Бозец влизат гръцки войски. Арестуват кмета Атанас Самарджиев, помощника му Никола Арабаджиев и учителя Никола Антонов, които отказват да предадат ключовете на общината и училището на гръцката власт. На 5 март 1913 година е арестуван и пребит новият кмет М. Филев, след като в кметството са открити 34 пушки при обиск. От селото е прогонена и българската учителка. В 1912 година е регистрирано като селище с християнска религия и „македонски“ език. След Междусъюзническата война в 1913 година Бозец остава в Гърция. Преброяването в 1913 година показва Бозец (Μπόζετς) като село с 345 мъже и 371 жени.
Българските му жители са принудени да се изселват в България - изселват се 718 души. Ликвидирани са 22 имота на жители, преселили се в България. Почти цялото население на град Бяла, Варненска област, са потомци на бежанци от Бозец. Наследници на бежанци от Бозец има още в Асеновград, Варна, Пловдив, Хасково, София и Равда. 
На мястото на изселилите се българи са настанени гърци бежанци от Източна Тракия и Понт, общо 1133 души. Селищата, от които идват бежанците са цариградските квартали Бююкчекмедже (Атира), Каваклъ (Гардас) и Есенюрт (Калио), градчето Чаталджа (Метрес), Еникьой (Неохори) на Галиполския полуостров, Кюпли в Тракия и от Кюлюк (Кулик) в Понт.
Боривое Милоевич пише в 1921 година („Южна Македония“), че Бозеч има 150 къщи славяни християни.
В 1926 година името на селото е сменено на Атира, античното име на Бююкчекмедже. В 1928 година селото е представено като чисто бежанско с 313 бежански семейства и 438 души бежанци.
В десетилетието 1948 - 1958 година в селото се заселват и 6 големи каракачански семейства. Според Тодор Симовски от 1613 жители в 1991 година, 300 са с местен произход, 100 са власи, а останалите са гърци.
Тъй като землището е равнинно и се напоява добре, селото е доста богато. Произвеждат се жито и памук, но е развито и краварството.
| Име       | Име       | Ново име | Ново име | Описание                |
| --------- | --------- | -------- | -------- | ----------------------- |
| Тагариш   | Τάγαρις   | Воскес   | Βοσκές   | местност на СЗ от Бозец |
| Чаир      | Τσαΐρι    | Ливади   | Λιβάδι   | местност на СИ от Бозец |
| Чаири     | Τσαΐρια   | Ливадия  | Λιβάδια  | местност на ЮИ от Бозец |
| Катерлина | Κατερλίνα | Катерина | Κατερίνα | местност на СЗ от Бозец |

| Година    | 1913 | 1920 | 1928 | 1940 | 1951 | 1961 | 1971 | 1981 | 1991 | 2001 | 2011 | 2021 |
| --------- | ---- | ---- | ---- | ---- | ---- | ---- | ---- | ---- | ---- | ---- | ---- | ---- |
| Население | 716  | 924  | 1404 | 1542 | 1698 | 1742 | 1749 | 1681 | 1613 | 1693 | 1524 | 1234 |

## Личности
Родени в Бозец
- Ангелос Янчис (Άγγελος Γιαντσής), гръцки андартски деец, агент от трети ред[31]
- Атанас Божинов (Божилов, 1883 – ?), македоно-одрински опълченец, Четвърта рота на Трета солунска дружина, носител на кръст „За храброст“ IV степен[32]
- Атанас Костадинов (1879 – ?), македоно-одрински опълченец, Сборна партизанска рота на МОО[33]
- Божин Кърчоков, четник в околийската чета на ВМОРО, наказан от организацията през Младотурската революция[34]
- Георги Димчев (1916 – 1980), ръководител на Македонското младежко националноосвободително движение (1943 – 1944) и командир на 3-та доброволческа дружина във Воденско през 1944 г.
- Георгиос Цандзурас (Γεώργιος Τσαντζούρας), гръцки андартски деец, агент от трети ред[31]
- Димитриос Георгиадис (Δημήτριος Γεωργιάδης), гръцки учител и андартски деец, агент от трети ред[31]
- Димо Димчев (? – 1919), войвода на ВМОРО
- Емануил Димцас (Εμμανουήλ Δήμτσας), гръцки андартски деец, агент от втори ред, брат на убития Лазар Димцас[31]
- Кольо Костадинов Делиатанасов, български революционер от ВМОРО[35]
- Костадин Мастагарков (1867 - след 1943), български революционер от ВМОРО[36]
- Младен Димчев, селски войвода на ВМОРО, по-късно бежанец в България[37]
- Офил Козаров (1864 - 1945), български революционер от ВМОРО
- Петър (Пено) Пецанов (Пецан Пено), четник в околийската чета на ВМОРО, подвойвода на Апостол Петков, загинал през 1905 година край Кушиново
- Спас Стоянов Бозечки (? - 1928), деец на ВМРО
- Стоян Хаджиев, български революционер от ВМОРО
- Теодорос Пападимитриу (Θεόδωρος Παπαδημητρίου), гръцки андартски деец, агент от трети ред[31]
- Тодор Гуганов (1868 -1953), четник в околийската чета на ВМОРО
- Тодор Самарджиев, четник от ВМОРО
- Тома Кехайов (1909 - 1999), укривател на Иван Михайлов и Менча Кърничева[38]